# Phthiracarus brachys
Phthiracarus brachys är en kvalsterart som först beskrevs av Wojciech Niedbała 2006.  Phthiracarus brachys ingår i släktet Phthiracarus och familjen Phthiracaridae. Inga underarter finns listade i Catalogue of Life.